# Федоровское сельское поселение (Пермский край)
Федоровское се́льское поселе́ние — муниципальное образование в Куединском районе Пермского края Российской Федерации.
Административный центр — село Федоровск.

## История
Статус и границы сельского поселения установлены Законом Пермской области от 10 ноября 2004 года № 1759-363 «Об утверждении границ и о наделении статусом муниципальных образований Куединского района Пермского края»

## Население
| 2010  | 2012  | 2013  | 2014  | 2015  | 2016  | 2017  |
| ----- | ----- | ----- | ----- | ----- | ----- | ----- |
| 1402  | ↘1374 | ↘1316 | ↘1287 | ↘1244 | ↘1205 | ↘1141 |
| 2018  | 2019  | 2020  |       |       |       |       |
| ↘1075 | ↘1030 | ↘1011 |       |       |       |       |

## Состав сельского поселения
| № | Населённый пункт | Тип населённого пункта       | Население |
| - | ---------------- | ---------------------------- | --------- |
| 1 | Аряж             | село                         | 390       |
| 2 | Верх-Буй         | деревня                      | 3         |
| 3 | Губаны           | деревня                      | 123       |
| 4 | Дубовая Гора     | деревня                      | 23        |
| 5 | Еламбуй Первый   | деревня                      | 83        |
| 6 | Искильда         | деревня                      | 129       |
| 7 | Маркидоновка     | деревня                      | 276       |
| 8 | Тапья            | деревня                      | 110       |
| 9 | Фёдоровск        | село, административный центр | 265       |

## Известные уроженцы
- Лебедев, Тимофей Васильевич (1895—1942) — советский военачальник, генерал-майор. Родился в селе Верх-Буй.